# Lavon Heidemann
Lavon Lynn Heidemann (* 24. Oktober 1958 in Pawnee City, Pawnee County, Nebraska) ist ein US-amerikanischer Politiker. Von 2013 bis 2014 war er Vizegouverneur des Bundesstaates Nebraska.

## Werdegang
Im Jahr 1977 absolvierte Lavon Heidemann die Elk Creek High School. Danach betätigte er sich als Farmer. Gleichzeitig schlug er als Mitglied der Republikanischen Partei eine politische Laufbahn ein. Er saß im Schulausschuss der Stadt Elk Creek und später im lokalen Feuerwehrausschuss. Zwischen 2005 und 2012 gehörte er der Nebraska Legislature an. Im Jahr 2012 wurde er als Regent Vorstandsmitglied der University of Nebraska.
Nach dem Rücktritt von Vizegouverneur Rick Sheehy wurde Heidemann von Gouverneur Dave Heineman zu dessen Nachfolger ernannt. Dieses Amt bekleidete er ab dem 13. Februar 2013 als Stellvertreter des Gouverneurs und formaler Vorsitzender der Nebraska Legislature. Am 9. September 2014 trat er zurück, nachdem seine Schwester eine gerichtliche Verfügung gegen ihn erwirkt hatte, sich ihr nicht mehr nähern zu dürfen. Sie hatte ihm gewalttätige Übergriffe vorgeworfen. Heidemann verzichtet damit auch auf seine erneute Kandidatur als Running Mate des republikanischen Gouverneurskandidaten Pete Ricketts.